# LG 옵티머스 UI
LG 옵티머스 UI(LG Optimus UI)는 LG전자의 안드로이드 스마트폰 옵티머스 시리즈에서 채택한 UI이다. 윈도 폰이나 고급 피처폰에서 사용된 S클래스 UI를 기반으로 만들었다. 하지만, 2013년부터 LG전자는 LG G2부터 LG 옵티머스 브랜드를 폐지하기로 결정하면서, 2014년 LG G4를 시작으로 LG UX로 이름으로 변경하였다.

## 버전 및 적용 단말기
옵티머스 UI가 모든 안드로이드 단말기에서 사용하지는 않는다. 일례로 안드로 원은 순정 안드로이드 UI가 탑재되었다. 또한 터치위즈와는 달리 UI 버전이 안드로이드 OS 버전에 의존적이다.

### 옵티머스 UI 1.0
안드로이드 OS 2.1~2.2기반이다. 윈도 폰, 피처폰의 S클래스 UI와 유사한 형태로, 1.5 이후의 인터페이스와는 많이 다르다. 터치위즈와 마찬가지로 상단의 알림창을 내려 빠른 설정 기능을 지원된다.
- 적용된 단말기
  - LG 옵티머스
  - LG 옵티머스 Q
  - LG 옵티머스 Z
  - LG 옵티머스 원
  - LG 옵티머스 마하[3]

### 옵티머스 UI 1.5
안드로이드 OS 2.2-2.3기반이다. 인터페이스가 터치위즈와 유사하게 변했다. 앱 서랍이 가로 스크롤을 지원하고, 하단 독바가 앱 서랍에도 나타난다.
- 적용된 단말기
  - LG 옵티머스 2X
  - LG 옵티머스 챗
  - LG 옵티머스 마하[4]

### 옵티머스 UI 2.0
안드로이드 OS 2.2-2.3 기반이다. 기본적인 인터페이스는 1.5버전과 유사하지만, 위젯 크기 변경이 가능해지고, 모션 UI가 보강되었다. 이후 2012년에는 4가지 테마 지원 기능이 추가되었다.
- 적용된 단말기
  - LG 옵티머스 블랙
  - LG 옵티머스 빅
  - LG 옵티머스 3D(3D 효과 추가)
  - LG 옵티머스 EX
  - LG 옵티머스 LTE
  - LG 프라다 3.0(프라다 스킨)
  - LG 옵티머스 LTE 태그
  - LG 옵티머스 뷰
  - LG 옵티머스 3D 큐브
  - LG 옵티머스 L3

### 옵티머스 UI 3.0
안드로이드 OS 4.0-4.4기반. UI스킨도 OS 4.0(아이스크림 샌드위치)에 맞추어 변경되었다. 어느 방향으로나 잠금해제를 할 수 있고, 특정한 애플리케이션으로 바로 갈 수 있는 이지 투 언락을 지원한다. 또한 앱 서랍의 아이콘 숫자를 자유자재로 변경할 수 있으며, 위젯의 크기 뿐 아니라 홈 화면의 아이콘의 크기도 1*1뿐만 아니라 더 크게 변경할 수도 있다. 상단 노티피케이션 바의 상태알림창의 아이콘도 변경할 수 있다.
- 적용된 단말기
  - LG 옵티머스 4X HD
  - LG 옵티머스 LTE II
  - LG 옵티머스 LTE III
  - LG 옵티머스 L5
  - LG 옵티머스 L7
  - LG 옵티머스 L9
  - LG 옵티머스 L3 II
  - LG 옵티머스 L5 II
  - LG 옵티머스 L7 II
  - LG 옵티머스 F5
  - LG 옵티머스 F7
  - LG 옵티머스 뷰 II
  - LG 옵티머스 2X[8]
  - LG 옵티머스 빅[8]
  - LG 옵티머스 블랙[8]
  - LG 옵티머스 LTE[8]
  - LG 옵티머스 LTE 태그[8]
  - LG 프라다 3.0[8]
  - LG 옵티머스 뷰[8]
  - LG 옵티머스 3D[8]
  - LG 옵티머스 3D 큐브[8]
  - LG 옵티머스 EX[8]
  - LG 옵티머스 Q2[8]

### 옵티머스 UI 4.0
안드로이드 OS 4.4.2기반.
- 적용된 단말기
  - LG 옵티머스 G
  - LG 옵티머스 G 프로
  - LG G2
  - LG G 프로 2
  - LG G 플렉스
  - LG F70
  - LG GX
  - LG 옵티머스 GK
  - LG 뷰3
  - LG 옵티머스 LTE3

### 옵티머스 UI 5.0
이 UX의 해당 안드로이드 OS 버전은 4.4/5.0이다. 기본 아이콘을 평면 아이콘으로 변경하고 기본 UX를 Material Design에 최적화시켰다.
- 적용 단말기
  - LG G3
  - LG G 플렉스 2
  - LG G 프로 2
  - LG G 패드 7.0
  - LG G 패드 8.3
  - LG G 패드 10.1

### LG UX 4.0/4.0+
2014년부터 LG전자는 기존의 옵티머스 UI라는 이름 대신 안드로이드 OS 5.0/5.1을 기반으로 LG UX로 이름을 변경했다. 버전 넘버링도 LG G 시리즈의 넘버링에 맞추어서 재조정되었다. LG V 시리즈는 기존의 UX에서 개선점이 추가된 + 버전으로 적용된다.
- 적용 단말기
  - LG G4 (LG UX 4.0)
  - LG V10 (LG UX 4.0+)

### Q 앱 시리즈
LG전자가 2012년에 사용자들의 편의성을 위해 개발한 독자적인 앱들이다. 외부 버튼을 이용해 빠르게 실행할 수 있으며, 화면을 캡처해서 메모할 수 있는 Q 메모, 아이폰의 시리와 유사한 음성인식 앱인 Q 보이스, 동영상 플레이어 등에서 화면의 투명도를 조절할 수 있는 Q 슬라이드, 화면에 뜨는 활자를 번역해 주는 Q 트랜스레이터, 옵티머스 뷰 II에 적용된 기능으로 적외선 센서를 이용해 리모컨 역할을 하는 Q 리모트, 동영상의 특정한 부분을 확대해서 볼 수 있는 라이브 줌, 터치로 그린 그림을 주고받을 수 있는 뷰 톡 등이 있다.
2014년 7월 1일부로 뷰 톡 서비스가 종료되었다.
| Q앱 기능       | 적용 모델                                                                                        |
| Q 메모         | LG 옵티머스 뷰, 옵티머스 UI 3.0가 적용된 모든 모델.(LG 옵티머스 G, LG 옵티머스 G 프로, LG G2)    |
| Q 보이스       | LG 옵티머스 뷰, LG 옵티머스 LTE II , LG 옵티머스 G, LG 옵티머스 뷰 II, LG 옵티머스 G 프로, LG G2 |
| Q 슬라이드     | LG 옵티머스 LTE II, LG 옵티머스 G, LG 옵티머스 뷰 II, LG 옵티머스 G 프로, LG G2                  |
| Q 트랜스레이터 | LG 옵티머스 L9, LG 옵티머스 G, LG 옵티머스 뷰 II, LG 옵티머스 G 프로, LG G2                      |
| Q 리모트       | LG 옵티머스 뷰 II, LG 옵티머스 G 프로, LG G2                                                     |
| 라이브 줌      | LG 옵티머스 4X HD, LG 옵티머스 G, LG 옵티머스 G 프로, LG G2, LG 옵티머스 뷰 II                   |
| 뷰 톡          | LG 옵티머스 G, LG 옵티머스 뷰 II, LG 옵티머스 G 프로, LG G2                                      |
| -------------- | ------------------------------------------------------------------------------------------------ |

## 같이 보기
- LG전자
- LG 옵티머스 (시리즈)
- 다른 안드로이드 기기 제조사들의 플랫폼
  - 삼성 터치위즈
  - HTC 센스
  - 모토블러 - 모토로라
  - 소니 레이첼 UI
  - 델 스테이지 UI
  - 팬택 플럭스
  - KT테크 테이크 UI
  - 샤프 필 UX
  - 화웨이 이모션 UI
  - MIUI
  - NTT도코모 팔레트 UI